# پل اپورث
پل اپورث (انگلیسی: Paul Epworth؛ زادهٔ ۲۵ ژوئیهٔ ۱۹۷۴) یک موسیقی‌دان، ترانه‌سرا، تهیه‌کننده موسیقی و میکس‌کننده موسیقی اهل بریتانیا است. وی از سال ۲۰۰۰ میلادی تاکنون مشغول فعالیت بوده‌است.
او تهیه‌کننده موسیقی برای بسیاری از خوانندگان و گروه‌های موسیقی مشهور جهان بوده است یا برایشان آهنگ ساخته است.
پل اِپوُرث در سال ۲۰۱۲ میلادی، برندهٔ جایزه اسکار بهترین ترانه شد.